# 林新
林新（？—），女，汉族，辽宁盖县（今盖州）人，中华人民共和国政治人物。现任中华人民共和国科学技术部秘书长、副部长。

## 简历
1988年毕业于北京大学法律学专业，1991年取得北京大学法律学系民法学专业硕士。后进入国务院法制局工作。